# Cendrillon
Pour les articles homonymes, voir Cendrillon (homonymie).
Cendrillon est un conte ancien et le nom de son personnage central.
L'Occident connaît surtout cette histoire à travers les versions fixées par Giambattista Basile dans La gatta Cenerentola, Charles Perrault dans Cendrillon ou la Petite Pantoufle de verre et par les frères Grimm dans Aschenputtel. Il existe cependant une multitude de versions de par le monde, dont certaines peuvent être très différentes de celles connues en Occident.

## Un conte-type omniprésent
Comme pour beaucoup d'histoires appartenant avant tout au patrimoine oral, on retrouve ce conte-type de l'enfant passant des cendres au trône un peu partout à travers les époques et les cultures.

### Dans l'Antiquité
Parmi les multiples versions antiques du conte que l'histoire littéraire a retenues il y a celle-ci, retranscrite au IIIe siècle par Claude Élien : l'auteur raconte l'histoire de Rhodope, une jeune Grecque embarquée en Égypte comme esclave. Un jour, un aigle lui vola une de ses chaussures alors qu'elle était au bain. L'oiseau laisse tomber la chaussure aux pieds d’un pharaon nommé Psammétique ; frappé de stupeur par la délicatesse de la chaussure, il promet d'épouser la femme à qui elle appartient.
Mais vraisemblablement Élien ne faisait que reprendre une légende déjà contée par Strabon au sujet de la pyramide de Mykérinos dont il rappelle que certains auteurs disaient que c'était le tombeau d'une courtisane nommée Rhodopis (« Yeux de rose ») :

« Un jour, comme elle était au bain, un aigle enleva une de ses chaussures des mains de sa suivante, et s'envola vers Memphis où, s'étant arrêté juste au-dessus du roi qui rendait alors la justice en plein air dans une des cours de son palais, il laissa tomber la sandale dans les replis de sa robe. Les proportions mignonnes de la sandale et le merveilleux de l'aventure émurent le roi ; il envoya aussitôt par tout le pays des agents à la recherche de la femme dont le pied pouvait chausser une chaussure pareille; ceux-ci finirent par la trouver dans la ville de Naucratis ; et l'amenèrent au roi qui l'épousa et qui, après sa mort, lui fit élever ce magnifique tombeau. »

### En Asie
L'histoire de Yexian, tirée d'un ouvrage chinois du IXe siècle, le Youyang zazu (en), possède de nombreuses similitudes. De même, on peut retrouver des trames semblables dans plusieurs des Mille et Une Nuits, ou dans l'histoire de Chūjō-hime (en), parfois surnommée la Cendrillon japonaise. Adhémard Leclère a publié deux versions du conte : l'une cambodgienne qu'il compare à une version annamite ; l'autre collectée chez les Chams.
Cette notion du pied de petite taille se retrouve dans cette version chinoise qui vouait à cette époque une adoration particulière pour les pieds de petite taille, et ce jusqu'à la révolution culturelle du XXe siècle .

### En Amérique
Le conte d’Oochigeas, popularisé dans les années 1990 par une chanson de Roch Voisine, La Légende d'Oochigeas (indian song), est une version des Abénaquis de la Nouvelle-Angleterre, dont on ne peut dire si elle est antérieure ou pas à l’arrivée des colons européens. Bien que situé dans un cadre très « local », les composantes du conte y sont présentes : l’héroïne, Oochigeas (« la petite marquée » par le feu) est la dernière de trois sœurs, elle est confinée à l’entretien du feu qui brûle son visage et ses cheveux (ici, pour cuire des poteries) ; le « prince » est ici un chasseur qui a le pouvoir de se rendre invisible ; la robe somptueuse qui remplace les vêtements sales et brûlés n’est pas ici fournie par une fée ou une intervention surnaturelle, c’est l’héroïne qui se fait un habit invraisemblable d’écorce de bouleau. Les sœurs feignent de voir le jeune homme et sont vite démasquées. Oochigeas, elle, peut voir et donc, épouser le chasseur, après avoir été miraculeusement guérie de ses brûlures par la sœur du chasseur.

### En Europe

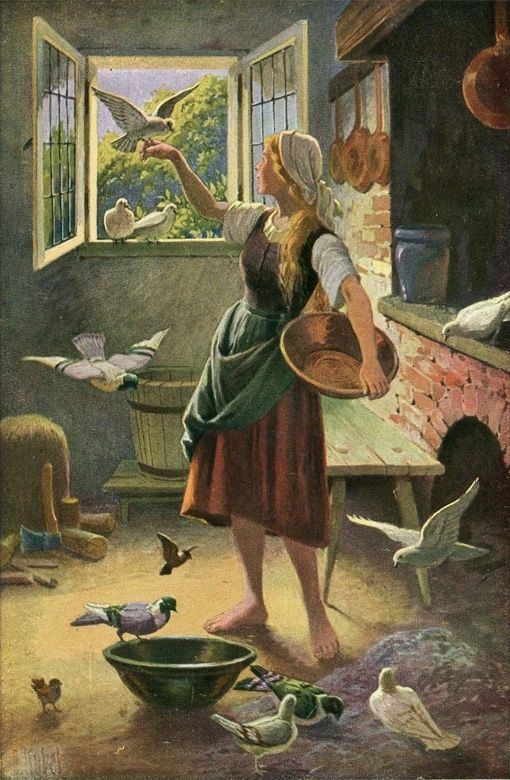
Illustration d'Otto Kubel.

Mathilde de Morimont (Mechthild von Mörsberg) qui vécut entre le XIe et le XIIe siècle (décès le 12 mars 1152) est la personne qui aurait inspiré la Légende de la petite Mathilda. La légende, de près de 500 ans plus ancienne que le conte de Charles Perrault est très similaire ; ce qui n'a rien d'étonnant, les contes de Perrault ayant pour origine des récits issus de toute l'Europe chrétienne médiévale. Le château où Mathilde a grandi est aujourd'hui[Quand ?] en ruines mais visitable. Le château du Morimont (Burg Mörsberg) se trouve sur la commune d'Oberlarg en France sur une colline à 522 m d'altitude à proximité de la frontière suisse.
L'histoire : Une jeune orpheline, gardeuse d'oies, qui reçoit de sa marraine une pomme (et non une citrouille) susceptible d'exaucer trois vœux. Grâce à ce fruit magique, Mathilde acquiert une robe magnifique et se rend par deux fois au bal organisé par un chevalier aussi beau que riche. Problème : à minuit, la belle redevient invisible. Le chevalier, au désespoir, fait rechercher celle qui a conquis son cœur, parvient à la retrouver grâce à une bague (et non un soulier de vair) qu'il lui avait offerte et finit par l'épouser.
En Europe encore, Giambattista Basile a recueilli les histoires de la tradition orale, dans son recueil de contes, Le conte des contes ou Le divertissement des petits enfants. Le conte de La Gatta cenerentola (La Chatte des cendres), publié dans le Pentamerone, I, 6, présente Zezolla, fille d'un prince. Le récit, que Perrault a pu lire et épurer, y est plus brutal et détaillé. La baronne d'Aulnoy publie en 1698 dans le recueil Contes nouveaux ou Les Fées à la mode, Finette Cendron, version du conte dans laquelle le merveilleux joue une part très différente. En 1970, Henri Pourrat publie encore dans ses Contes du vieux-vieux temps, premier tome du Trésor des contes, un récit similaire intitulé Marie-Cendron.
Il existe des versions « masculines » de ce conte, centrées autour d'un (anti-)héros équivalent à Cendrillon (Askeladden dans le folklore norvégien, ou Ivan Zapetchnik, c'est-à-dire « Ivan-de-derrière-le-poêle » que l'on retrouve dans de nombreux contes russes, comme Sivko-Bourko par exemple).

## Études folkloriques
La première étude approfondie des nombreuses variantes du conte est due à l'Anglaise Marian Roalfe Cox, qui, aidée de plusieurs spécialistes de divers pays, en a recensé 345 (parmi lesquelles un conte de Bonaventure des Périers, la version de Basile et celle de Perrault) dans son ouvrage intitulé Cinderella (1893). Cette œuvre considérable a ensuite connu un certain oubli, et ce n'est qu'en 1951 qu'une nouvelle étude, due à la Suédoise Anna Birgitta Rooth, The Cinderella Cycle, qui présente près de deux fois plus de variantes que celle de Cox, l'a en partie supplantée ; Anna Rooth rend hommage à sa devancière dans son Introduction.
William Ralston s'était intéressé au sujet dans son article Cinderella (in The Nineteenth Century, 1879). D'autres études sur divers aspects ou variantes du conte ont été publiées, notamment par R.D. Jameson (Cinderella in China, 1932), Arthur Wailey (The Chinese Cinderella Story, 1947) ou Nai-Tung Ting (The Chinese Cinderella Story, 1974), pour ce qui concerne les racines chinoises. Reidar Th. Christiansen a étudié les variantes irlandaises (Cinderella in Ireland, 1950), et William Bascom les équivalents africains (Cinderella in Africa, 1972). Alan Dundes, qui salue lui aussi le travail de pionnière de Cox et celui de Rooth, a publié une collection d'essais de différents spécialistes sur ce thème (Cinderella: A Casebook, 1982). Neil Philip, qui se dit plus intéressé par les histoires elles-mêmes que par leur analyse, a fait paraître Cinderella's Many Guises en 1980, et The Cinderella Story en 1989.
L'étude comparative des versions originaires de diverses cultures montre entre autres combien la version de Perrault, qui fait référence, a imposé dans l'imaginaire collectif un certain nombre de détails qui sont absents ou traités différemment ailleurs.

## Le nom de l'héroïne
Cendrillon n'est que le surnom de l'héroïne, dérivé du fait qu'elle travaille constamment auprès du foyer. Elle est également salie par la cendre, qui a toujours été symbole d'humiliation et de pénitence : la Bible fait mention de Jérémie appelant à se rouler dans les cendres et l’Odyssée, d'Ulysse s'asseyant sur la cendre. Quant aux pères de l'Église, ils nous montrent les pénitents se couvrant la tête de cendres ou vivant dans la cendre. Dans la version de Charles Perrault, Javotte, la belle-sœur aînée, lui donne un autre surnom, celui de Cucendron, ou Culcendron, mais la sœur cadette, moins vulgaire, la surnomme simplement Cendrillon, surnom prévalant par la suite sur Cucendron. Dans la version de l'opéra de Jules Massenet, le père de Cendrillon, Pandolfe, l'appelle Lucette.
Ce seront Charles Perrault en 1697 avec Cendrillon ou la Petite Pantoufle de verre et plus tard les frères Jacob et Wilhelm Grimm, en 1812 avec Aschenputtel ou Aschenbrödel  qui ont permis au conte de se fixer sous la forme qu'on lui connaît.
« Cendrillouse » et « Souillon » sont les noms donnés à Cendrillon en Acadie. Une version locale a d'ailleurs été publiée par Melvin Gallant sous le nom Cendrillouse en 2011.
Néanmoins, son nom anglais « Cinderella » résulte d'une traduction en fait inexacte de son nom original ; car contrairement à ce que cela pourrait laisser penser, la traduction anglaise de « cendre » n'est pas « cinder » - qui signifie « escarbille » - mais « ash ». L’Oxford English Dictionnary précise que cinder n'a pas la même étymologie que « cendre ». Une autre différence réside dans ce que désignent respectivement l'escarbille et la cendre : la cendre est une matière poussiéreuse et propre résultant d'une combustion complète, alors que l'escarbille est une matière solide et sale résultant d'une combustion incomplète.

## Comparaison des versions de Charles Perrault et des frères Grimm

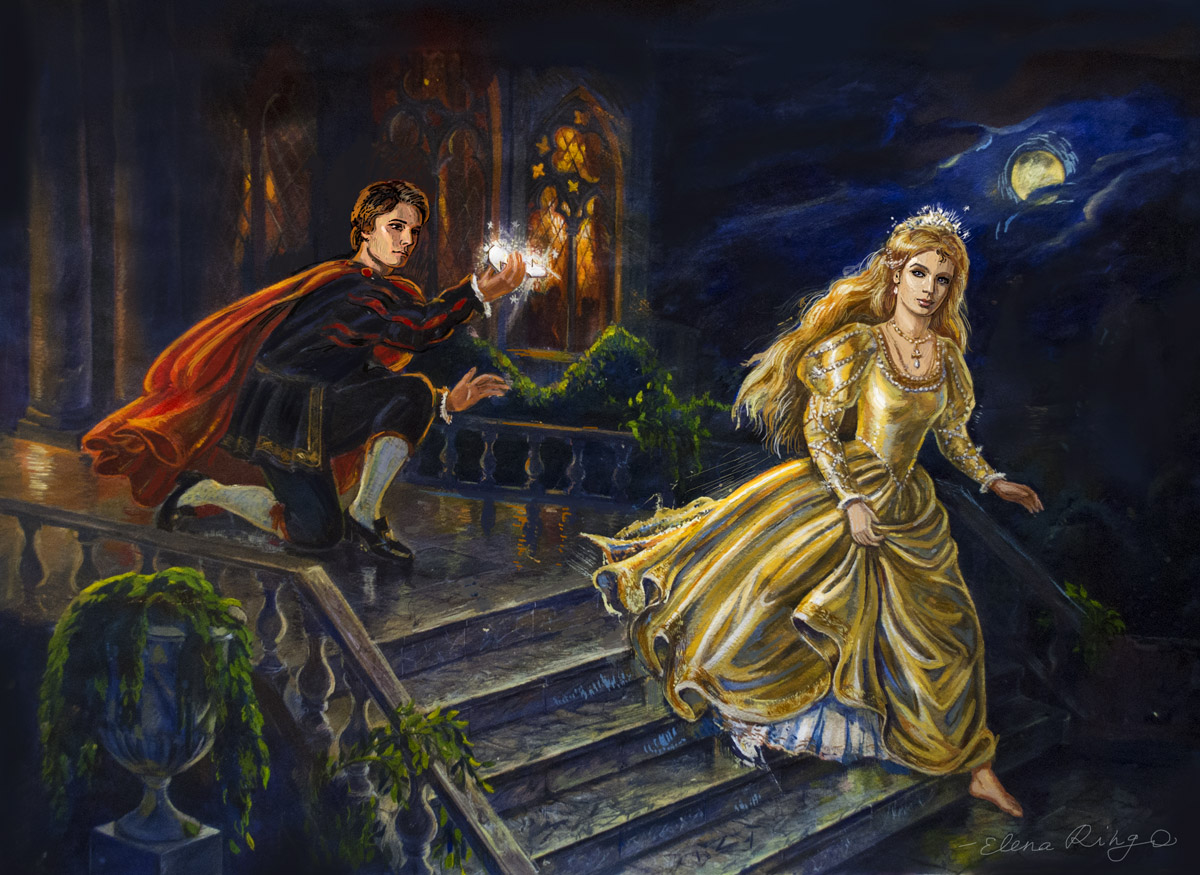
Illustration d'Elena Ringo.

La version des frères Grimm, Aschenputtel, présente déjà une importante différence avec la version de Charles Perrault : le prince tente de retenir l'héroïne en enduisant l'escalier de poix. Dans d'autres versions, l'héroïne laisse intentionnellement tomber sa pantoufle. On observe ici que ces contes sont bien plus anciens que les versions courantes et qu'ils ont été adaptés pour les enfants, alors qu'à l'origine ils servaient à véhiculer un certain nombre de principes. D'autres versions parlent d'un anneau qui n'irait qu'à l'héroïne.
Il existe des similitudes avec d'autres contes. On reconnaît bien sûr dans l'image de l'anneau l'empreinte de Peau d'âne. Dans certaines versions, ce n'est pas une fée marraine qui aide l'héroïne, mais sa mère défunte qui lui apparaît alors sous la forme d'un animal ou d'un arbre. Cependant, l'héroïne reçoit toujours de l'aide, dans toutes les versions.
La plupart des versions est directement issue des anciennes traditions populaires, dont elle a gardé des éléments de sagesse. Mais si le thème de la justice du destin est clairement identifiable dans toutes les versions, les conteurs ne sont pas tous d'accord sur le second thème à aborder, à savoir, la punition ou le pardon. Dans la version de Charles Perrault, l'héroïne pardonne à ses belles-sœurs, alors que dans la version des frères Grimm, elles sont doublement punies ; il y a d'une part la mutilation qu'elles se sont infligées pour pouvoir chausser la pantoufle (dans une version écossaise intitulée Rashin Coatie, la belle-mère mutile elle-même ses filles) et d'autre part le fait qu'elles finissent aveugles pour avoir provoqué la colère de leur princesse.
Encore les frères Grimm sont-ils modérés par rapport à la première version allemande, dans laquelle les belles-sœurs sont condamnées à danser avec des chaussures de métal chauffées au rouge jusqu'à ce que mort s'ensuive. Un tel châtiment (dont la brutalité rappelle que les contes populaires peuvent avoir la vocation morale des apologues et qu'ils mettent en garde contre les tentations du mal) se trouve cependant dans la Blanche-Neige des mêmes frères Grimm.
De même, la version des frères Grimm ainsi que les autres versions plus anciennes de l'histoire, ne précisent pas que l'héroïne doit à tout prix quitter le bal avant minuit. Contrairement à Charles Perrault, les frères Grimm ne font pas emprunter à Cendrillon une citrouille transformée en carrosse, conduite par un rat transformé en cocher, tirée par six souris transformées en chevaux, et entourée par six lézards transformés en laquais. Le choix des lézards provient du fait qu'à l'époque de Charles Perrault, les laquais étaient souvent sujet de plaisanterie à cause de leur paresse. Or, l'image du lézard qui reste immobile sous le soleil a souvent été rapprochée des personnes de nature paresseuse.

## Pantoufles de«vair»ou de«verre»?

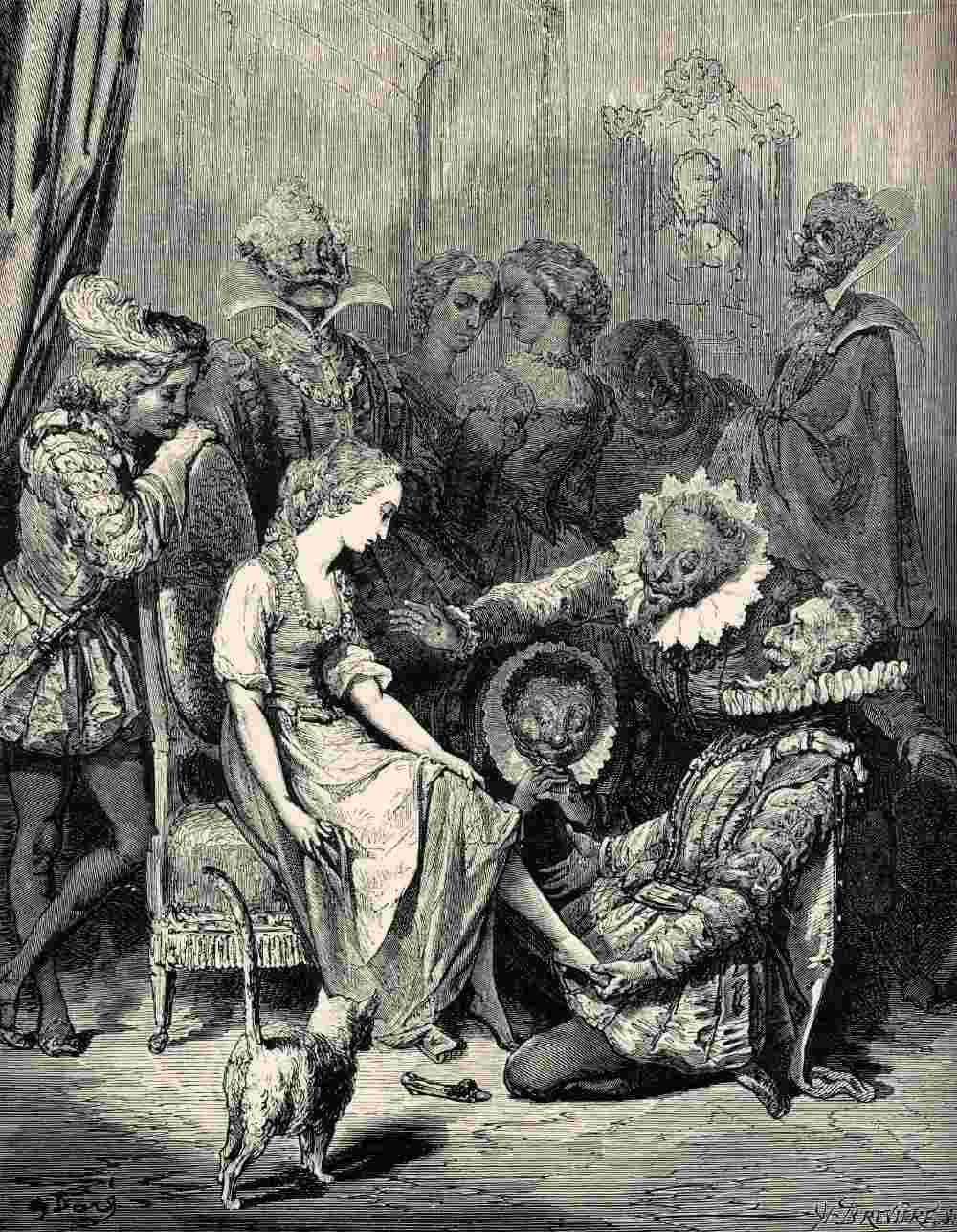
Il fit asseoir Cendrillon, et approchant la pantoufle de son petit pied, il vit qu'il y entrait sans peine, et qu'elle y était juste comme de cire. Illustration par Gustave Doré en 1867.

Le matériau des pantoufles de Cendrillon a fait l'objet d'un débat récurrent en France depuis le XIXe siècle. Paradoxalement, aucun débat n’a eu lieu sur le mot « pantoufle », qui désignait alors comme aujourd’hui des chaussures d’intérieur confortables mais peu élégantes, inimaginables pour aller danser. Selon les retranscriptions et versions de l'histoire, les pantoufles sont originairement de verre chez Perrault et de nombreuses versions populaires, puis à partir du XIXe siècle de vair (le menu vair, désignant la fourrure d'écureuil gris). Dans son roman Sur Catherine de Médicis, Honoré de Balzac met dans la bouche d’un de ses personnages, qui exerce le métier de pelletier, l’affirmation selon laquelle la pantoufle doit se comprendre « en vair », et non « en verre », au motif qu'il ne peut exister de pantoufles en verre. Outre le fait que le merveilleux ne se fonde pas sur la vraisemblance, on se rappellera que Charles Perrault était académicien, grand spécialiste de la langue française, ainsi qu'en atteste la Querelle des Anciens et des Modernes. La plupart des adaptations modernes retiennent la version des pantoufles de verre, même si l'on peut encore trouver quelques livres proposant les fameuses pantoufles de vair.

## Cendrillon en psychologie

### Critique psychanalytique deCendrillon
Dans une optique plus spécifiquement sexualisant, et dans le cadre d'une critique psychanalytique, on peut estimer que le conte pose deux images fondamentales de la femme tout en essayant de les concilier : l'idéal féminin, sublimé, qui attire tous les regards durant la soirée ; et l'image de la femme simple, sauvage et farouche après minuit. C'est donc par le regard masculin que se dévoile lentement une image épurée de la femme ; image selon laquelle la femme fuit le désir masculin qui la déchoit, lorsque celui-ci semble la « déshabiller du regard », ou la mettre dans son plus simple appareil. Les gravures de Gustave Doré pour les contes de Charles Perrault dévoilent bien cet aspect lors de la scène du bal : regards avides des hommes présents, timidité de la jeune Cendrillon.
Le psychanalyste Bruno Bettelheim donne ainsi son point de vue sur la fameuse « pantoufle de verre », objet de débats sans fin : « Pour que l’épreuve soit convaincante (essayer le soulier), il doit s’agir d’un soulier qui ne s’étire pas, sinon il pourrait convenir à d’autres jeunes filles, les demi-sœurs, par exemple. Ce n’est sans doute pas par hasard que Perrault a choisi des pantoufles de verre… Un petit réceptacle où une partie du corps peut se glisser et être tenue serrée peut être considéré comme le symbole du vagin. Et s’il est fait d’une matière fragile qui peut se briser si on la force, on pense aussitôt à l’hymen ; et un objet qui se perd facilement à la fin d’un bal (…) peut passer pour une image assez juste de la virginité ». Ceci est confirmé par le symbolisme de la chaussure dans les sociétés traditionnelles : se laisser déchausser équivaut à s'abandonner à un homme. Et bien avant la psychanalyse, Jacques Collin de Plancy écrit en 1826 : « On a regardé les petites pantoufles de verre comme une allégorie de la sagesse virginale ; il est certain qu'il y a, dans ce conte beaucoup de morale allégorique. Mais il apprend aux enfants qu'il y a des marâtres ; et les enfants le savent toujours assez tôt ».
D'une manière générale, la chaussure est un symbole lié au « couple idéal » : l'expression trouver chaussure à son pied en est un témoignage, et de nombreuses pratiques superstitieuses étaient en rapport (dans les Pyrénées centrales, les jeunes filles venaient mettre leur pied dans l'empreinte de saint Aventin de Larboust pour trouver un mari).

### Le complexe de Cendrillon
Colette Dowling a été la première à décrire un syndrome basé sur une peur féminine d'être indépendante.

### Les Cendrillon masculins
Selon Luda Schnitzer, sur plus de « deux cents versions recensées » du conte dans le monde, « un bon quart » concerne des Cendrillon mâles. Toujours selon elle, l'explication psychanalytique, qu'elle ne rejette pas totalement, ne tient pas compte d'un motif très conscient qu'aurait la marâtre pour faire disparaître sa belle-fille : celui de l'héritage, « qui revient à l'enfant du mari et non à sa seconde femme ou aux enfants de celle-là ». Chez nombre de peuples, « c'est un garçon, un Cendrillon qui devient le souffre-douleur persécuté par sa marâtre » ; « croyez bien qu'il y a pour cela une excellente raison ».
Il existe un conte de la France de l'ouest, entre Aquitaine et Armorique, nommé Le bateau qui va sur mer comme sur terre ou encore Les doués, selon les villages, dont le héros s'apparente à un Cendrillon masculin. C'est un conte à l'intrigue caractéristique : le héros dévalorisé est aidé par un personnage mystérieux reconnaissant qui lui offre un objet magique afin d'obtenir l'objet démesuré de sa quête, en l'occurrence un mariage princier.

## Adaptations
Le conte de Cendrillon est un récit d'origine orale, source d'inspiration pour toutes les disciplines artistiques. Il s'est ainsi propagé à travers les siècles et les continents. On dénombre aujourd’hui plus de cinq cents versions. Ainsi, depuis la légende de Rhodope, en passant par sa mise par écrit en Chine au IXe siècle, le conte vietnamien de Bo Than où l'héroïne prie Bouddha, La Chatte cendreuse de l'Italien Giambattista Basile en 1634, l'opéra-comique Cendrillon de Jules Massenet en 1899, ou plus récemment un ballet de Rudolf Noureev, la comédie musicale Cindy de Luc Plamondon, la Cendrillon des temps modernes en 2002. Parmi les adaptations les plus remarquables :

### Opéra
- Cendrillon[24], opéra-comique de Jean-Louis Laruette et Louis Anseaume, Foire St-Germain, Paris, 20 février 1759. Première version « opéra » du conte de Perrault.
- Cendrillon, opéra de Nicolas Isouard, Opéra-Comique, Paris, 22 février 1810.
- La Cenerentola, ossia La bontà in trionfo (Cendrillon ou la Bonté triomphante), opéra de Gioachino Rossini, Teatro Valle, Rome, 25 janvier 1817.
- Cendrillon ou La pantoufle merveilleuse, féérie en 5 actes de Victor Chéri, Théâtre du Châtelet, Paris, 4 juin 1866.
- Cendrillon, opéra en 4 actes de Jules Massenet. Opéra-Comique, Paris, 24 mai 1899.
- Cenerentola, opéra en trois actes d'Ermanno Wolf-Ferrari sur des vers de Marie-Pezze Pascolato, La Fenice, Venise, 22 février 1900.
- Cendrillon, opéra miniature de Pauline Viardot-Garcia, créé chez l'auteur, 23 avril 1904.
- Aschenbrödel, opéra de Leo Blech (en). Neues Deutsches Theater, Prague, 26 décembre 1905.
- Cinderella, opéra de Peter Maxwell Davies. Orkney Arts Theatre, Kirkwall, 21 juin 1980.
- Cinderella, opéra d'Alma Deutscher. Casino Baumgarten, Vienne, 29 décembre 2016.

### Ballet
Dans le ballet, l'histoire de Cendrillon connut de nombreuses versions de 1813 à nos jours.
- Cendrillon, ballet sur une musique de Johann Strauss II, œuvre terminée par Joseph Bayer (1906). Révisée par Michael Rot à partir de 1990.
- Le conte de Cendrillon, ballet sur une musique de Frank Martin, créé à Bâles en 1942.
- Cendrillon, ballet sur une musique de Serge Prokofiev, créé à Moscou en 1945. La partition de Prokofiev a inspiré maints choréographes.
- Cendrillon, ballet pour 27 danseurs créé par le ballet de l'Opéra de Lyon (chorégraphie et mise en scène : Maguy Marin) le 29 novembre 1985, et en tournée depuis
- Cendrillon, ballet de Thierry Malandain créé le 3 juin 2013, pour 20 danseurs
- Cendrillon, ballet d’Olivier Chanut créé en 2015, dansé au Châtelet pour le spectacle de l'école du CRR

### Théâtre
- Kiss for Cinderella par J. M. Barrie (1920)
- Cendrillon, comédie pour théâtre de marionnettes de Jean-Baptiste Fronty
- Cul Cendron, comédie en chantée d'après les 345 versions de Cendrillon, mise en scène Jean-Philippe Salério, Nième Compagnie, Lyon, avec Claire Semet, Frédérique Marie Nuñez, Claire Truche et Catherine Benoit (1999)[25]
- Cendrillon, réécriture de la pièce partant de la mort de la mère, de Joël Pommerat (2011)

### Littérature
- Suzanne-aux-coquelicots, ou la pantoufle de Cendrillon, par Arsène Houssaye (1867), où la fée Aurore reprend la pantoufle (en l’occurrence de vair) après la mort de Cendrillon pour en faire bénéficier la jeune et belle Suzanne.
- La Pantoufle perdue, ou Cendrillon, de Lucien Jacques (conte en vers, 1953)
- Ella l'Ensorcelée, de Gail Carson Lavine. Cette version offre une explication quant à la docilité de Cendrillon, ici appelée Ella : sa marraine, croyant bien faire, lui a donné le don d'obéissance, l'obligeant à faire tout ce qu'on lui dit.
- Cendrillon, roman d'Éric Reinhardt
- Princesses mais pas trop, série fantastique de Jim C. Hines représentant les aventures de Cendrillon, appelée Danielle, après son mariage avec le prince, accompagnée de la Belle au Bois Dormant et de Blanche-Neige qui sont des agents secrets de la reine. Cette série reprend beaucoup de personnages de contes dans les tomes suivants (le Chaperon Rouge, la Petite Sirène...) et s'éloigne de l'apparence innocente des contes en représentant un monde plus adulte.
- Cinder, premier volume des Chroniques lunaires, série fantastique de Marissa Meyer (2013 pour l'édition française). Dans cette réécriture, Cendrillon est un cyborg (mi-humaine, mi-robot) et évolue au sein d'un monde futuriste.
- Bewitching, d'Alex Flinn, version moderne de Cendrillon. Dans cette version, Cendrillon, ici Lisette, est la méchante de l'histoire et persécute Emma supposée être l'affreuse demi-sœur et on en apprend plus sur le passé de Kendra (sorcière responsable du sort de la Bête dans un autre roman de l'auteur). Ce livre n'a pas encore été publié en France.
- La princesse de verre, de Jessica Day George. Deuxième tome d'une série reprenant aussi les contes de fées, Cendrillon, bien qu'étant l'élément déclencheur de l'histoire, n'est pas ici l’héroïne.
- Charme, troisième tome d'une série littéraire sur les contes de fées. Écrit par Sarah Pinborough, il reprend les contes dans un style New Adult.
- Cendrillon, conte traditionnel revisité et qui se passe dans un monde contemporain. Écrit par Judith Gagnon, paru en 2020 chez Homoromance Editions.
- Matériau Maman, roman de Paloma Hermina Hidalgo, réécriture du conte, mêlée de récit autobiographique, où le personnage principal, enfant martyre, développe une psychose à la mort de sa mère.

### Livre audio
- Cendrillon (2020), livre audio de Camille Boureau, texte original de Charles Perrault. Publié à l'origine sur youtube.

### Télévision
- Cendrillon, 1996 série télévisée d'animation italo-japonaise
- La Légende de Cendrillon, téléfilm avec Brandy Norwood et Whitney Houston, sorti en 1997
- Un épisode de la série d'animation Simsala Grimm[26]
- Trois contes merveilleux, téléfilm d'Hélène Guétary (2007) joué par 44 animateurs de France 2, et produit par Olivier Minne, comprenant l'histoire de Cendrillon, diffusé sur la chaîne en 2007 et 2008.
- Cendrillon, téléfilm allemand téléfilm d’après la série Six en une fois (Sechs auf einen Streich) ou Les Contes de Grimm de Suzanne Zanke.
- En 2011, Jessy Schram interprète Cendrillon dans la série Once Upon a Time.

### Opéra, Comédies musicales, chansons
- Cinder Ellen up too Late, comédie musicale burlesque de 1891-1892.
- Cendrillon, chanson d'Henri Salvador, sortie en 1956 dans l'album Henri Salvador chante pour Les enfants N°3
- Cendrillon (Cinderella en anglais), émission télévisée aux États-Unis, la première version en 1957, musique de Richard Rodgers, livret d'Oscar Hammerstein II, Directeur musical - Alfredo Antonini [27],[28];
- Cendrillon, chanson de Téléphone, sortie en 1982 dans l'album Dure Limite ;
- Cindy, une comédie musicale de Romano Musumarra et Luc Plamondon mise en scène en 2002, au Palais des congrès de Paris ;
- Cendrillon, le spectacle musical, une comédie musicale moderne du conte mise en scène en 2009, au Théâtre Mogador.
- Cendrillon, une adaptation modernisée pour les enfants, à l'Alhambra à Paris, en 2017 et 2018.
- Cendrillon, opéra de Jules Massenet, Joyce DiDonato, Eglise Gutiérrez, Alice Coote, Ewa Podles, Jean-Philippe Laffont, orchestre du Royal Opera House / Royal Opera Chorus, dir Bertrand de Billy. Mise en scène Laurant Pelly. 2 DVD Virgin classics 2012.
- Cendrillon, opéra de Jules Massenet, Kim-Lilliam Strebel, Anja Jung, Anat Czarny, Katharina Meinikova, Irina Jae Eun Park, Silvia Regazzo, Juan Orozco. Chœur du Théâtre et Orchestre philharmonique de Fribourg, dir Fabrice Bolon, mise en scène Barbara Mundel et Olga Motta. DVD ou Blu-ray Naxos 2017
- Cinderella, un opéra d'Alma Deutscher (2013-2015, remanié de nombreuses fois jusqu'en 2022)
- Cinderella, une comédie musicale d'Andrew Lloyd Webber (2021)

### Arts plastiques
- Le bal de Cendrillon, scène d’automates grandeur nature de Janie et Armand Langlois. installé en 2005 au château de Breteuil
- Cendrillon est une scène animée et un livre animé géant d'Armand Langlois

### Attractions
- Dans le parc d'attractions Efteling, le Prince retrouve Cendrillon dans le manoir de la belle-mère dans le Bois des contes.

### Cinéma
- 1898 : Cendrillon de George Albert Smith avec Laura Bayley
- 1899 : Cendrillon de Georges Méliès avec Jehanne d'Alcy
- 1907 : Cendrillon, ou la Pantoufle merveilleuse d'Albert Capellani, avec Louise Lagrange
- 1911 : Cinderella, avec Florence LaBadie
- 1912 : Cinderella, avec Charles Clary
- 1914 : Cendrillon (Cinderella), de James Kirkwood Sr.
- 1924 : Cinderella, de Herbert M. Dawley

- 1925 : A Kiss for Cinderella de Herbert Brenon
- 1926 : Si tu vois ma nièce (Ella Cinders) d'Alfred E. Green
- 1933 : Cinderella, de Paul Terry, musique de Philip A. Scheib
- 1937 : Cinderella, de Pierre Caron
- 1947 : Cendrillon (Золушка), film soviétique de Nadejda Kocheverova et Mikhaïl Chapiro
- 1955 : La Pantoufle de verre, film musical de Charles Walters avec Leslie Caron
- 1960 : Cendrillon aux grands pieds (Cinderfella) de Frank Tashlin, avec Jerry Lewis dans le rôle de Cinderfella
- 1973 : Trois Noisettes pour Cendrillon, de Václav Vorlíček avec Libuše Šafránková
- 1977 : Cinderella, de Michael Pataki
- 1989 : Cinderella (Aschenputtel), de Karin Brandauer avec Petra Vigna, Krista Stadler, Roswitha Schreiner
- 1998 : À tout jamais ou La Véritable Histoire de Cendrillon (Ever After), de Andy Tennant avec Drew Barrymore, Anjelica Huston, Dougray Scott et Jeanne Moreau
- 2003 : Comme Cendrillon (A Cinderella Story) de Mark Rosman avec Hilary Duff et Chad Michael Murray.
- 2004 : Ella l'ensorcelée, de Tommy O'Haver avec Anne Hathaway
- 2006 : Cendrillon et le Prince (pas trop) charmant, de Paul J. Bolger
- 2006 : Cinderella, de Bong Man Dae
- 2007 : Comme Cendrillon 2 (Another Cinderella Story) de Damon Santostefano avec Selena Gomez et Drew Seeley
- 2007 : Shrek le troisième : Cendrillon fait partie des princesses qui aident Fiona ; elle y est présentée comme une obsédée du rangement.
- 2010 : Elle: La Cendrillon des temps modernes, avec Ashlee Hewitt
- 2010 : Comme Cendrillon : Il était une chanson (A Cinderella Story: Once Upon a Song) de Damon Santostefano avec Lucy Hale.
- 2012 : Cendrillon au Far West, film d'animation 3D de Pascal Hérold
- 2012 : Rags, de Nick Cannon avec Max Shneider, Keke Palmer
- 2015 : Into the Woods, film musical regroupant des personnages de différents contes avec Anna Kendrick (Cendrillon) et Chris Pine (le prince)
- 2015 : Cendrillon, de Kenneth Branagh avec Lily James (Cendrillon), Richard Madden (Kit, le Prince Charmant), Cate Blanchett (Lady Trémaine, la méchante belle-mère de Cendrillon) et Helena Bonham Carter (la bonne fée-marraine de Cendrillon).
- 2016 : Comme Cendrillon : Trouver chaussure à son pied (A Cinderella Story: If the Shoe Fits) de Michelle Johnston avec Sofia Carson.
- 2017 : Les Nouvelles Aventures de Cendrillon de Lionel Steketee avec Marilou Berry, Josiane Balasko , Didier Bourdon.
- 2021 : Cendrillon de Kay Cannon avec Camila Cabello, Idina Menzel, Billy Porter, Pierce Brosnan et Minnie Driver
- 2025 : The Ugly Stepsister (en), de Emilie Blichfeldt

### Films d'animation
- Cinderella (Aschenputtel) (1922), court-métrage de Lotte Reiniger
- Cinderella (1922), court-métrage des studios Disney
- Cendrillon (1950), film d'animation de Clyde Geronimi et Wilfred Jackson pour les studios Disney
- Cendrillon (1979), des studios russes Soyuzmultfilm
- Cendrillon 2 (Cinderella II: Dreams Come True, 2002)
- Le Sortilège de Cendrillon (Cinderella III: A Twist in Time, 2007)

### Chansons
●  1989 :The Cinderella theory de George Clinton 
- 1982 : Cendrillon du groupe Téléphone
- 2001 : Cinderella de Britney Spears
- 2023 : Je suis Cendrillon de Zed Yun Pavarotti